# Burchards Fliegenblume

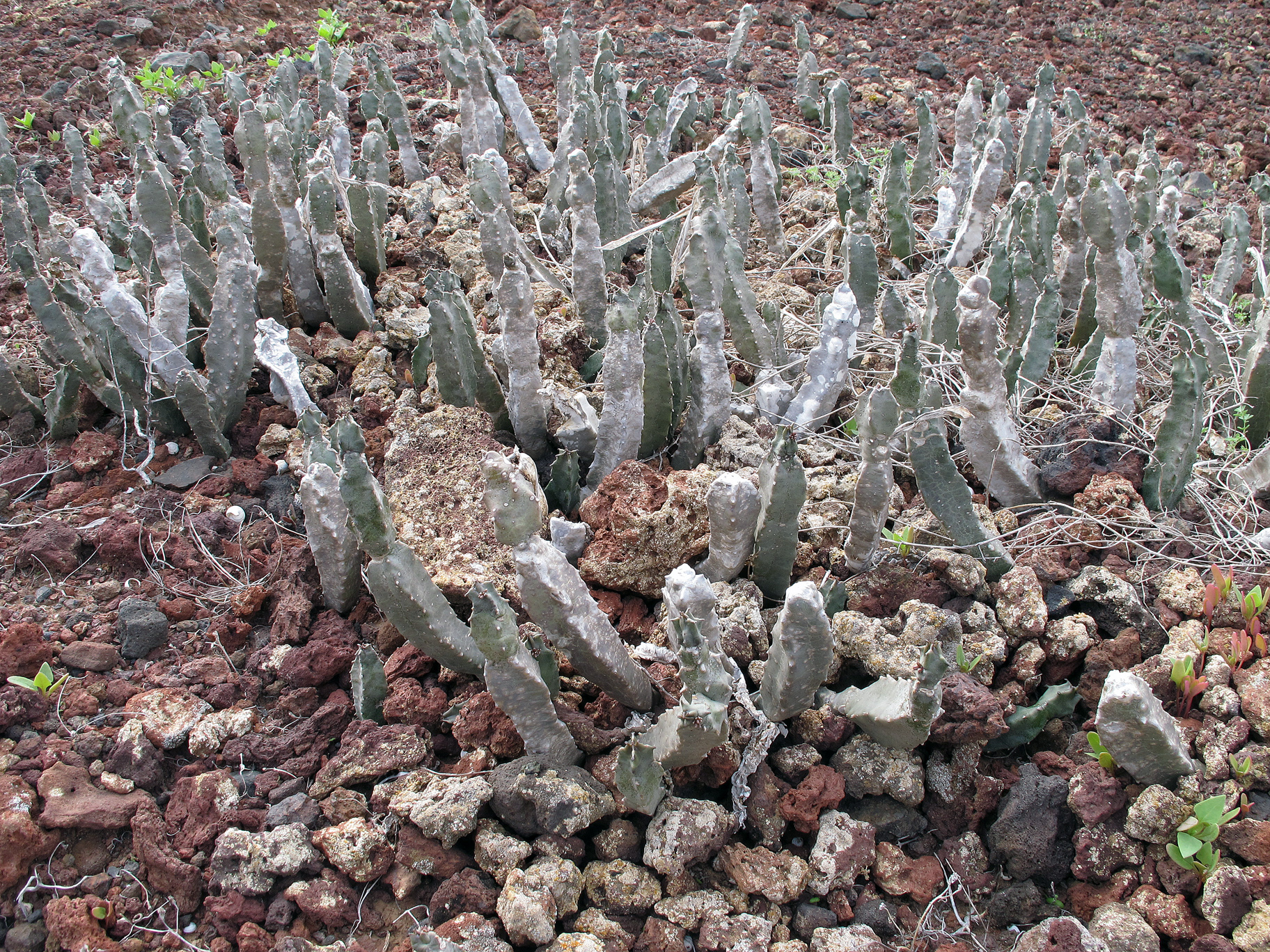
Apteranthes burchardii am Standort auf La Graciosa

Burchards Fliegenblume (Apteranthes burchardii) ist eine Pflanzenart aus der Unterfamilie der Seidenpflanzengewächse (Asclepiadoideae). Die Nominat-Unterart ist ein Endemit der Kanaren. Die zweite Unterart kommt in Marokko vor.

## Merkmale
Burchards Fliegenblume ist eine ausdauernde stammsukkulente Pflanze, die aus kaum verzweigten, aufrechten Stämmchen mit unterirdischen Ausläufern besteht. Sie bilden „Haufen“ mit Durchmessern von bis zu 60 cm. Die Stämmchen sind unregelmäßig gegliedert und grün bis hellgrau, selten auch rötlich-gefleckt. Sie weisen eine Länge von 15 bis 50 cm und messen einen Durchmesser von bis 2,5 cm auf. Der Querschnitt ist vierkantig, auch vierrippig mit nach unten zeigenden Höckern auf den Kanten. Die Stämmchen wachsen nach der Blütenbildung überwiegend in der Dicke. Die Blätter sind sehr klein (etwa 1,5 mm) und nach unten gebogen und erscheinen nur an den ganz jungen Trieben.
Der zymöse Blütenstand enthält drei bis neun Blüten. Die zwittrige, radiärsymmetrische, fünfzählige Blütenkrone misst 13 bis 16 mm im Durchmesser und weist ein doppeltes Perianth auf. Die fünf Kelchblätter sind verwachsen, ebenso die fünf dunkelbraunroten Kronblätter. Die Blütenkrone ist flach oder wirkt durch leicht nach vorne gebogene Kronenzipfel leicht glockig. Die Kronzipfel sind tief eingeschnitten, zugespitzt, bis 4 mm lang und an der Basis bis etwa 3,5 mm breit. Sie sind meist dicht mit weichen, weißlichen Haaren besetzt. Die Ränder sind leicht nach außen gebogen. Die Nebenkrone ist intensiv gelb gefärbt. Es sind zwei freie, oberständige Fruchtblätter vorhanden.
Die grünen oder auch purpur gestreiften, schlanken, 7 bis 8 cm langen Balgfrüchte sind paarig und hornförmig angeordnet. Die Samen weisen an einem Ende ein Büschel weißer Härchen auf.

## Vorkommen
Die (Nominatunter-)Art ist auf die großen Kanarischen Inseln Gran Canaria, Fuerteventura und Lanzarote sowie die kanarischen Inselchen Lobos und Graciosa beschränkt. Die Unterart Apteranthes burchardi ssp. maura (Maire) Meve & F.Albers kommt in Marokko vor. Auf den Kanaren kommt sie im Sukkulentenbusch vor. Sie unterscheiden sich geringfügig in der Färbung der Blüte und dem Aufbau der Nebenkrone.

## Systematik
Zur Nominatunterart werden heute auch die Varietäten Apteranthes burchardii var. purpurascens und Apteranthes burchardii var. sventenii gerechnet. Apteranthes burchardii ssp. maura beinhaltet auch die Formen Apteranthes burchardii f. grandiflora, Apteranthes burchardii f. sordida und Apteranthes burchardii f. viridis. Diese Art ist nach Oscar Burchard (1863–1949), einem deutschen Botaniker benannt, der lange Zeit auf Teneriffa lebte.
Die Art wurde noch bis vor kurzem zur Gattung Caralluma gestellt. Plowes stellte für den Formenkreis um Apteranthes europaea die Gattung Apteranthes auf.